# Tamanka sarasinorum
Tamanka sarasinorum é uma espécie de peixe da família Gobiidae.
É endémica da Indonésia.